# Дийн Люингтън
Дийн Скот Люинтън (на английски: Dean Scott Lewington) (роден на 18 май 1984 г.) е английски професионален футболист и треньор, който играе като ляв защитник, както и като централен защитник за отбора от английската втора лига – МК Донс, където е и капитан на клуба.
Люинтън е най-дългогодишният играч на Милтън Кийнс Донс и към 26 декември 2023 г. държи рекорда за най-много кариерни участия в лигата за един клуб в историята на Английската футболна лига. На тази дата Люинтън записва своя 771-ви мач в лигата срещу Колчестър Юнайтед, като надминава предишния рекорд на Джон Тролоуп от 770 участия за Суиндън Таун.
|  | Тази страница частично или изцяло представлява превод на страницата Dean Lewington в Уикипедия на английски. Оригиналният текст, както и този превод, са защитени от Лиценза „Криейтив Комънс – Признание – Споделяне на споделеното“, а за съдържание, създадено преди юни 2009 година – от Лиценза за свободна документация на ГНУ. Прегледайте историята на редакциите на оригиналната страница, както и на преводната страница, за да видите списъка на съавторите. ВАЖНО: Този шаблон се отнася единствено до авторските права върху съдържанието на статията. Добавянето му не отменя изискването да се посочват конкретни източници на твърденията, които да бъдат благонадеждни. |